# Лики, Джошуа
Джошуа Марк Лики (англ. Joshua Mark Leakey; род. 28 января 1988, Хэмпшир, Англия, Великобритания) — британский военнослужащий, капрал Парашютного полка Британской армии. Кавалер креста Виктории.
Родился в 1988 году в Хэмпшире, в семье с давними военными традициями. После окончания школы поступил в Кентский университет, который бросил на первом курсе ради военной службы. В 2007 году вступил в Британскую армию.
В составе Парашютного полка три раза командировался на войну в Афганистане. 22 августа 2013 года во время патрулирования местности в вилаяте Гильменд, младший капрал Лики, будучи самым молодым членом боевой группы, взял на себя командование операцией по вызволению союзнических пулемётных групп из засады талибов. В одиночку осуществляя контроль над ситуацией, управляя одним пулемётом и, в то же время, восстановив контроль над другим орудием, а также начав эвакуацию раненого офицера Корпуса морской пехоты США, Лики смог подавить сопротивление боевиков, воодушевив своих товарищей на поле боя. Проявив храбрость, героизм и лидерство, не ожидавшиеся от солдата его звания, в 2015 году Лики был удостоен креста Виктории. Он стал третьим британским военнослужащим, удостоенным этой награды за действия в Афганистане, причём первым, получившим её прижизненно.

## Биография

### Молодые годы, семья и образование
Джошуа Лики родился 28 января 1988 года в Хэмпшире. Родители — Марк и Розмари Лики. Мать ведёт практику в области трудовой терапии; отец служил в Военно-воздушных силах Великобритании, а затем стал директором Христианского союза вооружённых сил. У Джошуа есть брат Бен.
Род Лики известен длинной военной историей: родственниками Джошуа являются Найджел Лики, посмертно награждённый крестом Виктории во время Второй мировой войны; Дэвид Лики, занимавший пост герольдмейстера Палаты лордов; а также Реа Лики, кавалер Военного креста и ордена «За выдающиеся заслуги».
В 1999—2006 годах Джошуа учился в независимой школе Крайстс-Хоспитал в Хоршеме (Западный Суссекс). Учителя отзывались о нём как о «трудолюбивом и жизнерадостным ученике». Затем Лики поступил на факультет военной истории Кентского университета, но бросил его на первом году учёбы ради военной службы.

### Военная служба
В 2007 году Лики вступил в Британскую армию и был зачислен в 1-й батальон Парашютного полка. В 2009, 2011 и 2013 годах он командировывался в Афганистан для участия в операции «Херрик».

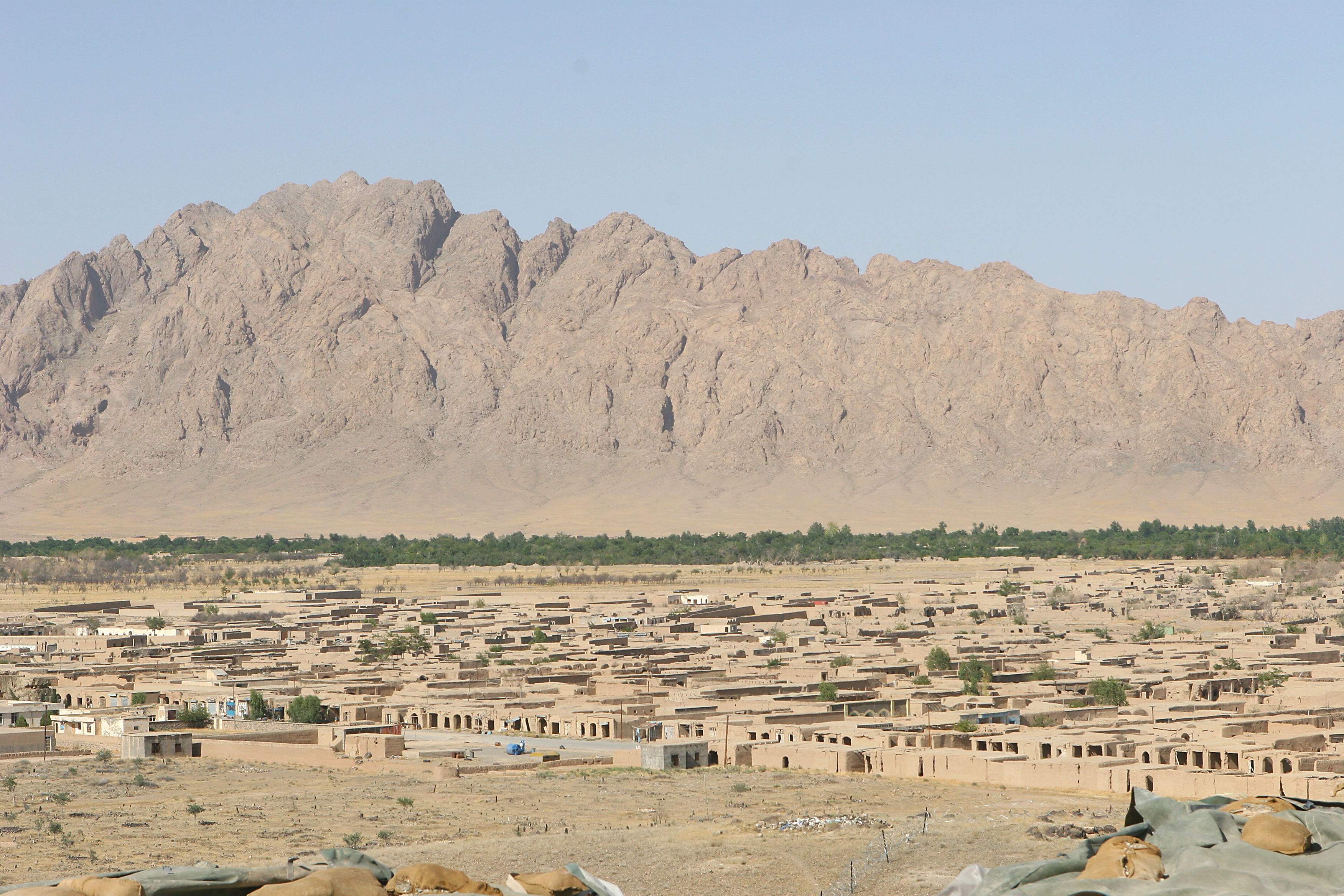
Вид на город Навзад, 2009 год

22 августа 2013 года в вилаяте Гильменд, к югу от Навзада, британские парашютисты, американские морпехи и афганские солдаты направились в одну из деревень для совместного патрулирования и уже ставшего рутинным поиска владельцев незаконного оружия. Сразу же после высадки в район операции на вертолётах «Boeing CH-47 Chinook», патруль был атакован двумя десятками вооружённых боевиков, которые открыли огонь из пулемётов и ручных противотанковых гранатомётов. Вертолёт Лики приземлился на холме рядом с деревней, после чего он, вместе с тремя другими парашютистами и одним афганским солдатом, приступил к обеспечению главного отряда патруля огневой поддержкой. Ведя наблюдение с подветренной стороны холма, они стали очевидцами нападения боевиков на две пулемётные группы, а также услышали по радиосвязи сообщения об уже имеющихся потерях, раненых и убитых. Лики побежал вверх по склону для того, чтобы оценить серьёзность атаки, и пришёл к выводу о необходимости принятия срочных мер. Несмотря на молодость, младший капрал Лики взял ситуацию под свой контроль, проявив лидерство, не ожидаемое от солдата его звания, и повёл свою группу на помощь к подвергшемуся нападению отряду.
В этот день все вещи просто стали видны иначе. Враг оказался более непреклонным, и даже несмотря на атаки с воздуха, они держались и боролись, что случается довольно редко. И мысли, возникавшие в тот день в моём мозгу, говорили о том, что нужно всё сделать правильно. Товарищ получил ранение, нужно было добраться до этого парня, и сделать так, чтоб ранений не получили и другие солдаты. […] Мои цели тогда были очень просты, как и у всех в этот день. Когда стало ясно, что есть потери, наша задача немного изменилась, и нам уже пришлось иметь дело с ранеными и попытаться усмирить противника. Мне нравится думать о том, что мы очень хорошо поработали, позаботившись о пострадавших и надавав врагу.Джошуа Лики о выполненной миссии.
Добравшись до пострадавших, Лики оказал первую помощь раненному в плечо капитану Корпуса морской пехоты США Брэндону Бочиану, пытавшемуся в течение часа выбраться из окружения, и таким образом дал начало процессу его эвакуации с поля боя. После этого Лики вернулся за пулемётом, в то время как его группа забралась на вершину холма. Переместившись на более выгодную позицию для стрельбы по атакующим талибам, Лики находился под постоянным прицельным огнём; от его оружия срикошетила вражеская пуля. Эти действия стали поворотным моментом в бою, вдохновившим других солдат вступить в перестрелку.
Сражаясь, Лики одновременно по своему радиоприёмнику передавал сообщения вышестоящему командиру об изменении ситуации на его участке боя. Поняв, что один пулемёт не сыграет большой роли в отражении атаки боевиков, он передал его под управление другому солдату, а сам побежал через шквальный огонь к подножию холма, где подобрал другой пулемёт. После этого Лики поднялся на 200 метров вверх по крутому склону, расположил орудие в подходящем для стрельбы месте и открыл огонь по талибам. Всего Лики совершил три восхождения на холм. После прибытия поддержки с воздуха перестрелка закончилась, продлившись около 45 минут, за которые были убиты одиннадцать боевиков, а ещё четверо ранены. После этого Лики вернулся к раненому американскому офицеру, остановил кровотечение и стабилизировал состояние, а затем лично возглавил операцию по его медицинской эвакуации с поля боя. Впоследствии Лики отмечал, что «разумеется знал» о свистящих вокруг пулях, однако в бою концентрировался на поставленной задаче, потому что «если бы ты всю свою жизнь думал о том, что произойдёт, что может случиться с тобой, тогда утром ты бы не встал с постели и ты бы ничего не добился». Единственное о чём он сожалел, так о потере своей кокарды на поле боя.

### Награждение крестом Виктории
26 февраля 2015 года Лики был удостоен креста Виктории. Соответствующий наградной список министерства обороны Великобритании, из 139 человек, получивших различные награды за военную службу, был опубликован в официальной газете правительства «The London Gazette». Крест Виктории был учреждён в 1856 году королевой Викторией, став высшей наградой за храбрость независимо от звания, и  отливался из русских бронзовых пушек, захваченных при осаде Севастополя во время Крымской войны. Всего им было награждено 1356 человек. Лики стал первым живым и одним из трёх кавалеров креста Виктории за всё время войны в Афганистане, после Джеймса Ашворта и Брайана Бадда, награждённых посмертно в 2013 и 2006 годах, соответственно, а также 15-м — со времён Второй мировой войны. Помимо этого, Лики стал вторым прижизненно награждённым с 1965 года, после Джонсона Бехарри, получившего эту награду в 2005 году за храбрость, проявленную во время Иракской войны. Также Джошуа стал вторым членом семьи Лики — кавалером креста Виктории.

Уайтхолл, Лондон SW1
26 февраля 2015
Королева любезно одобрила награждение Крестом Виктории:
АРМИЯ
Младший Капрал Джошуа Марк ЛИКИ, Парашютный Полк, 30014428
В период с мая по декабрь 2013 года Младший Капрал Лики находился в Афганистане в качестве бойца Целевых Сил, занятой за проведение операций по уничтожению убежищ повстанцев и защите главной операционной базы в провинции Гильменд. Большинство операций проходили в дневное время в труднодоступной местности и сопровождались значительным риском. 22 августа 2013 года Младший Капрал Лики участвовал в совместной атаке британо-американских сил, возглавляемой подразделением Корпуса Морской Пехоты Соединённых Штатов, на оплот Талибана с целью уничтожения основной группировки боевиков.
Сразу после высадки из вертолётов силы попали под прицельный огонь из пулемётов и гранатомётов, в результате чего командная группа была прижата огнём к земле на переднем склоне холма, лишённом всяческого укрытия. В течение часа подразделение пыталось выйти из зоны яростного огня, однако после нескольких бесплодных попыток Капитан Корпуса Морской Пехоты получил ранение, а средства связи вышли из строя. Младший Капрал Лики, занявший позицию на подветренной стороне холма, понимая серьёзность ситуации и с полным пренебрежением к собственной безопасности бросился через обширную площадь голого склона, простреливаемого пулеметным огнём. Взобравшись на холм, он со всей очевидностью осознал серьёзность ситуации: около двадцати бойцов противника окружили две союзнические пулеметные команды и минометное отделение, что критически снизило и сделало неэффективной огневую поддержку.

Невзирая на серьёзную и очевидную опасность, Младший Капрал Лики спустился по склону холма и оказал первую помощь раненому офицеру. Несмотря на то, что он являлся самым младшим по званию лицом командующего состава в данном районе, Младший Капрал Лики принял управление ситуацией на себя и стал инициатором эвакуации пострадавшего. Понимая, что враг владеет положением, он отправился вверх по склону, все ещё простреливаемому огнём противника, чтобы вернуть в строй один из вышедших из боя пулемётов. Добравшись до пулемёта, в раму которого попали несколько пуль, он перенёс его на другое место и вступил в перестрелку с противником. Этот мужественный поступок стал стимулом вступления в бой для всех находившихся вокруг него; тем не менее, сильный огонь противника не ослабевал. И в третий раз, пренебрегая собственной безопасностью, Младший Капрал Лики вновь вернулся под огонь. Нагруженный боеприпасами весом в 60 фунтов, он побежал к подножию холма, взял второй пулемёт и снова поднялся по крутому склону, совершив рейд вверх на расстояние порядка 200 метров. Оказавшись под плотным огнём противника со свистящими со всех сторон пулями, Младший Капрал Лики преодолел накопившуюся усталость, перезарядил пулемёт и открыл ответный огонь. Это стало поворотным моментом боя. Вдохновлённые действиями Младшего Капрала Лики, и получив наконец в своё распоряжение значительную огневую мощь, силы возобновили атаку с новой яростью. Вернув инициативу, Младший Капрал Лики передал пулемёт и довёл раненого офицера до точки, с которой он мог бы быть благополучно эвакуирован, что и было сделано. Во время этого сражения были убиты 11 боевиков и 4 ранены, несмотря на то, что действия командной группы были скованы в результате эффективного вражеского огня. Показав образчик несокрушимого лидерства, не ожидаемого от лица его звания, Младший Капрал Лики своими действиями в одиночку и собственноручно восстановил инициативу в сражении, и предотвратил потерю значительного числа жизней, и сумел спасти раненого офицера Морской пехоты США, который был успешно эвакуирован. За этот акт доблести, Младший Капрал Лики в значительной степени заслуживает высокого национального признания.
Оригинальный текст (англ.)Whitehall, London SW1

26 February 2015
The QUEEN has been graciously pleased to approve the award of the Victoria Cross to the undermentioned:
ARMY
Lance Corporal Joshua Mark LEAKEY, The Parachute Regiment, 30014428
Between May and December 2013, Lance Corporal Leakey was deployed in Afghanistan as a member of a Task Force conducting operations to disrupt insurgent safe-havens and protect the main operating base in Helmand province. The majority of operations took place in daylight in non-permissive areas, attracting significant risk. On the 22nd August 2013, Lance Corporal Leakey deployed on a combined UK/US assault led by the United States Marine Corps into a Taliban stronghold to disrupt a key insurgent group.
After dismounting from their helicopters, the force came under accurate machine gun and rocket propelled grenade fire resulting in the Command Group being pinned down on the exposed forward slope of a hill. The team attempted to extract from the killing zone for an hour, their efforts resulting in a Marine Corps Captain being shot and wounded and their communications being put out of action. Lance Corporal Leakey, positioned on the lee of the hill, realising the seriousness of the situation and with complete disregard for his own safety, dashed across a large area of barren hillside which was now being raked with machine gun fire. As he crested the hill, the full severity of the situation became apparent: approximately twenty enemy had surrounded two friendly machine gun teams and a mortar section rendering their critical fire support ineffective.

Undeterred by the very clear and present danger, Lance Corporal Leakey moved down the forward slope of the hill, and gave first aid to the wounded officer. Despite being the most junior commander in the area, Lance Corporal Leakey took control of the situation and initiated the casualty evacuation. Realising that the initiative was still in the hands of the enemy, he set off back up the hill, still under enemy fire, to get one of the suppressed machine guns into action. On reaching it, and with rounds impacting on the frame of the gun itself, he moved it to another position and began engaging the enemy. This courageous action spurred those around him back into the fight; nonetheless, the weight of enemy fire continued. For the third time and with full knowledge of the extant dangers, Lance Corporal Leakey exposed himself to enemy fire once more. Weighed down by over 60 lbs of equipment, he ran to the bottom of the hill, picked up the second machine gun and climbed back up the hill again: a round trip of more than 200 metres on steep terrain. Drawing the majority of the enemy fire, with rounds splashing around him, Lance Corporal Leakey overcame his fatigue to re-site the gun and return fire. This proved to be the turning point. Inspired by Lance Corporal Leakey’s actions, and with a heavy weight of fire now at their disposal, the force began to fight back with renewed ferocity. Having regained the initiative, Lance Corporal Leakey handed over the machine gun and led the extraction of the wounded officer to a point from which he could be safely evacuated. During this assault 11 insurgents were killed and 4 wounded, but the weight of enemy fire had effectively pinned down the command team. Displaying gritty leadership well above that expected of his rank, Lance Corporal Leakey’s actions single-handedly regained the initiative and prevented considerable loss of life, allowing a wounded US Marine officer to be evacuated. For this act of valour, Lance Corporal Leakey is highly deserving of significant national recognition.

На церемонии объявления представления вместе с другими 13 кавалерами различных наград в Ланкастер-Хаусе в Лондоне начальник Генерального штаба Великобритании генерал Ник Картер обнял Лики, нарушив соответствующий протокол. Полковник-комендант Парашютного полка Джон Лоример отметил, что «образцовые действия младшего капрала Лики в условиях сильного и точного вражеского огня олицетворяют дух и облик Парашютного полка. От своего имени и как полковник-комендант Парашютного полка, я хотел бы воспользоваться возможностью, чтобы поздравить младшего капрала Лики с этой особой и наиболее заслуженной наградой. Мы очень гордимся им». Начальник штаба обороны Ник Хотон сказал, что глубоко преклоняется «перед мужеством, лидерством и упорством младшего капрала Лики, находившегося лицом к лицу с очень решительным врагом. Он — герой, как и все остальные замечательные 139 солдат. Они все исключительно храбрые люди, выполнившие свои обязанности в самых сложных условиях. Мы должны быть очень благодарны всем тем, кто готов служить нашей стране таким образом».

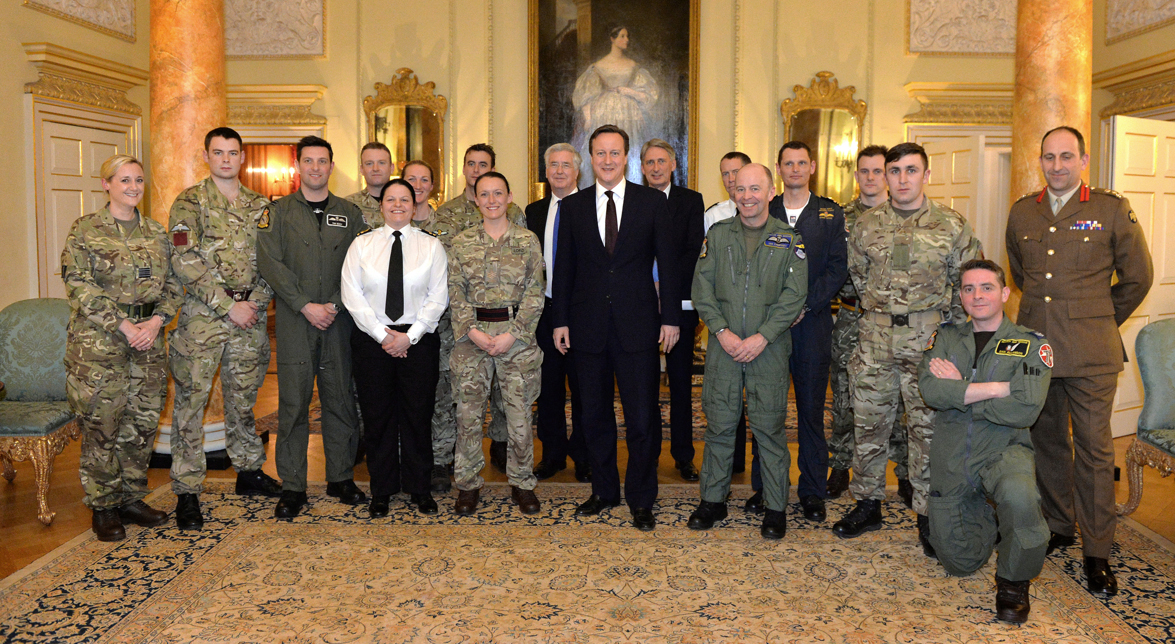
Джошуа Лики с боевыми товарищами и членами правительства на Даунинг-стрит, 10.

Затем награждённые посетили церемонию на Даунинг-стрит, 10, где встретились с членами правительства, в числе которых были министр иностранных дел Филип Хэммонд и министр обороны Майкл Фэллон, а также премьер-министр Великобритании Дэвид Кэмерон, который отметил:

Это абсолютно правильно, что младший капрал Лики был удостоен креста Виктории. Он олицетворял понятие доблести своими действиями на этом склоне в провинции Гильменд. Когда вы узнаёте о тех прошедших событиях и об интенсивности вражеского огня, то с трудом представляете, как можно было не замереть на месте, в то время как младший капрал Лики рискнул своей жизнью, перешёл не один, а несколько раз через этот бесплодный склон для того, чтобы вступить в бой и спасти жизни товарищей. И именно поэтому он достоин той высшей награды за храбрость, которая только и может быть дарована нацией.
Оригинальный текст (англ.)It is absolutely right that Lance Corporal Leakey has been awarded a Victoria Cross. He epitomised valour with his actions on that hillside in Helmand. When you hear how events unfolded and the intensity of enemy fire, it is difficult to imagine how one wouldn’t be frozen to the spot and yet Lance Corporal Leakey risked his life to run across that barren hillside not just once, but multiple times, to turn the battle and save the lives of comrades. And that is why he deserves the highest honour for bravery the nation can give.

Сам же Лики говорил, что был «глубоко тронут» оказанными почестями, однако придерживался скромного мнения о своём героизме: «Мне повезло. Я здесь, я сохранил все конечности, моё здоровье, я вернулся к моим друзьям и моей семье. Получение такой награды просто ошеломляет, но её также заслуживает мой полк и мой батальон, которыми я так горжусь». Родители Джошуа в свою очередь сказали, что очень гордятся своим сыном: «Наши сердца — со многими другими родителями, чьи сыновья и дочери не выжили в этом затянувшемся конфликте». Всего в Афганистане служили 143 тысячи британских солдат, из которых домой не вернулись 452 человека. О героизме Джошуа высказался и его брат Бен: «Я всегда был невероятно горд за моего брата, к которому я отношусь с огромным уважением и восхищением, независимо от двух букв, которые теперь будут следовать за его именем». В то же самое время в адрес Лики и его семьи поступили угрозы со стороны сторонников ИГИЛ, базирующихся в Великобритании. Террористы пообещали похитить Лики, в связи с чем правительством и министерством обороны были приняты надлежащие и усиленные меры для обеспечения его безопасности. Выздоровевший и оправившийся от ран капитан Корпуса морской пехоты США Брэндон Бочиан, ставший инструктором в базовой школе в Куантико (штат Виргиния), тоже выразил свою радость по поводу награждения Лики: «Он этого заслуживает». Несмотря на то, что Великобританию и США связывают особые отношения, по данным СМИ, вопрос награждения Лики в США даже не рассматривался.
14 апреля крест Виктории был вручён Лики лично королевой Великобритании Елизаветой II на церемонии в Виндзорском замке. Церемония прошла в Палате Ватерлоо, украшенной портретами королей и военачальников под сенью образа герцога Веллингтона, в инструментальном сопровождении Корпуса армейской музыки. Во дворец Лики пришёл вместе с представителями трёх поколений своей семьи — бабушкой и дедушкой, родителями и братом. После того, как приказ о награждении был зачитан, Джошуа шагнул навстречу Елизавете II — у них состоялась краткая беседа, а затем королева вручила ему крест Виктории со словами: «Я не очень-то часто это делаю. Молодец!». Данные слова были справедливы, так как на время царствования Елизаветы II пришлось только 11 награждений, из которых пять оказались посмертными. После церемонии Джошуа сказал, что всё «это очень здорово для моей семьи, моих друзей, моего полка, но мне это в первую очередь напоминает о жертвах, понесённых в Афгане, — я имею в виду потери не только жизней и конечностей, но и времени тех, кто находился там по нескольку месяцев подряд».

### Последующая жизнь
После награждения Лики продолжил службу в Парашютном полку. В браке не состоит, детей нет. Редко появляется на публике, за исключением встреч «Ассоциации Креста Виктории и Креста Георга». В 2016 году он передал свои награды, в том числе и крест Виктории, для экспонирования в музее Парашютного полка и воздушно-десантных сил при Имперском военном музее в Даксфорде.

## Награды
- Крест Виктории, Медаль оперативной службы за Афганистан[англ.] с пряжкой[англ.] «Афганистан»[47].
- Почётный гражданин Лондонского Сити[англ.] (2016 год)[48].

## Комментарии
1. ↑  VC (Victoria Cross) — аббревиатура из постноминальных букв[англ.], добавляемая к имени кавалера креста Виктории.